# Paradisoterrestre
Paradisoterrestre è un'azienda italiana di design, fondata nel 1983 come Simongavina-Paradisoterrestre da Dino Gavina, con sede a Ozzano dell'Emilia in provincia di Bologna.

## Storia
Sul finire degli anni Settanta, nello studio di Virgilio Vercelloni, da uno dei volumi posseduti dall'architetto, l'edizione francese del libro di Ronald King Les paradis terrestres, Dino Gavina trae ispirazione per il nome della sua nuova impresa. Con Paradisoterrestre, inizialmente, Gavina intende dedicarsi alla produzione industriale in serie di oggetti per giardini, esterni e arredo urbano.
Dal 1983 al 2007, anno della scomparsa di Dino Gavina, Paradisoterrestre mette sul mercato numerosi modelli e diverse tipologie di prodotto. Tra gli autori che compaiono nel catalogo Paradisoterrestre Casa: Kazuhide Takahama, Carlo Scarpa, Tobia Scarpa, Alan Irvine, Luigi Caccia Dominioni, Marcel Breuer. Nel catalogo Paradisoterrestre Arte Dino Gavina rende omaggio ad artisti quali Man Ray e Giacomo Balla.
Sono anche gli anni delle collaborazioni di Gavina con le pubbliche amministrazioni: tra queste la commissione da parte dell'ATC di Bologna per la realizzazione delle pensiline per le fermate del trasporto pubblico urbano, su progetto dell'architetto giapponese Kazuhide Takahama.
Altri prodotti per l'arredo cittadino comprendono i dissuasori Sferoide dell'architetto Daniele Vincenzi, Tris-Altabella di Alan Irvine e la panchina Monforte di Luigi Caccia Dominioni.
Nel 2017 il marchio Paradisoterrestre è stato acquisito e rilanciato da Gherardo Tonelli, affiancando a riedizioni di pezzi della produzione di Gavina (come ad esempio le "opere d'arte funzionali" Margarita e Sacco Alato di Roberto Matta) nuove collezioni realizzate in collaborazione con designer e artisti tra i quali Pierre Gonalons, Tobia Scarpa, Paola Pivi, Allen Jones.
Nel 2018 è stato inaugurato uno spazio nel centro della città di Bologna sotto la direzione creativa dell'architetto e designer francese Pierre Gonalons.  
Gli ambienti di Paradisoterrestre, oltre ad esporre gli oggetti della produzione, ospitano anche mostre di design e arte contemporanea.
Paradisoterrestre, attraverso il prestito di pezzi provenienti dai propri archivi collabora con diverse istituzioni culturali come, ad esempio, la Galleria Nazionale d'Arte Moderna e Contemporanea di Roma  e la Fondazione Sozzani di Milano.